# Timmiella acaulon
Timmiella acaulon är en bladmossart som beskrevs av Richard Henry Zander 1993. Timmiella acaulon ingår i släktet Timmiella och familjen Pottiaceae. Inga underarter finns listade i Catalogue of Life.